# Осиновка (Рассказовский район)
Оси́новка — село в Рассказовском районе Тамбовской области России. Входит в состав Новгородовского сельсовета.

## География
Стоит на реке Мокрая Панда. На селе есть несколько ключей, текут ручьи Гремучий, Осиновка, Лоск.

## История
Село Осиновка впервые упоминается в документах четвёртой ревизии 1782 года и названо деревней. Вероятно, Осиновка основана в канун третьей ревизской сказки 1762—1767 годов, так как часть жителей предыдущую перепись проходили там же.
В 1782 году деревня Осиновка была заселена однодворцами, которых числилось 83 человека. Среди них были Емельян Эктов, Евдоким, Филипп и Степан Шатиловы, Тихон Фролов, Захар Лукьянов…
К 1811 году в Осиновке кроме однодворцев поселились две семьи мелких помещиков. Они владели 64 крепостными.

## Население
| 2010 |
| ---- |
| 366  |

Историческая численность населения
По данным Всесоюзной переписи 1926 года село насчитывало 67 домохозяйств с населением 426 жителей.

## Инфраструктура
Церковь Казанской иконы Божией Матери.

## Транспорт
Просёлочные дороги.